# Dipoena semicana
Dipoena semicana là một loài nhện trong họ Theridiidae.
Loài này thuộc chi Dipoena. Dipoena semicana được Eugène Simon miêu tả năm 1909.